# Litwiany (majątek)
Litwiany (biał. Літвяны, Litwiany; ros. Литвяны, Litwiany) – dawny majątek. Obecnie część wsi Litwiany na Białorusi, w obwodzie grodzieńskim, w rejonie ostrowieckim, w sielsowiecie Ryteń, nad Wilią.

## Historia
W XIX i w początkach XX w. położony był w Rosji, w guberni wileńskiej, w powiecie zawilejskim/święciańskim, w gminie Kiemieliszki.  W 1905 roku wymieniono majątek i młyn. Majątek liczył 23 mieszkańców, 300 dziesięcin; młyn liczył 6 mieszkańców, 1 dziesięcinę. Majątek i młyn były własnością Wiśniewskiego .
Po I wojnie światowej pod administracją polską, w Zarządzie Cywilnym Ziem Wschodnich. W latach 1920–1922 w składzie Litwy Środkowej.
Od 11 kwietnia 1922 leżały w Polsce, w województwie wileńskim, w powiecie święciańskim, w gminie Kiemieliszki.
W 1931 w 3 domach zamieszkiwało 11 osób.
Po II wojnie światowej w granicach Związku Sowieckiego. Od 1991 w niepodległej Białorusi.